# 2007 FIFA女子ワールドカップ日本女子代表
 2007 FIFA女子ワールドカップ日本女子代表（2007フィファじょしワールドカップにほんじょしだいひょう）は、2007年9月10日から9月30日にかけて、中国で開催された2007 FIFA女子ワールドカップのサッカー日本女子代表チームである。
2003年-2007年-2011年

## 概要
5大会連続出場の今回も、前回同様にメキシコとの大陸間プレーオフに勝った末での本大会出場となった。
本大会初戦のイングランド戦は、後半に日本が宮間あやのフリーキックによるゴールで先制するも、その後は防戦を強いられ、立て続けに2失点。このまま終わるかとおもわれたロスタイム、再びゴール前で得たフリーキックを宮間が決めて試合終了となり、勝ち点1をあげた。次のアルゼンチン戦は大量得点による勝利が期待されたが、試合開始直後のシュートが相手ゴールのポストに当たるなどでなかなか得点を奪えず。それでも、右サイドを駆け上がった近賀ゆかりの放ったシュートをキーパーが弾くと、そこに永里優季がつめてゴール。2戦連続のロスタイム弾により勝ち点を4として3大会ぶりの決勝トーナメント進出に望みをつないだ。
しかし、その直後に同会場で行われた試合でドイツがイングランドにスコアレスドローの結果で終わったため、状況は一転。引き分けでもイングランドの結果次第で決勝トーナメント進出できるものの、現実には勝利しか進出の目がなくなった日本はドイツに対して積極的に挑んだが、前半のうちにコーナーキックからのセットプレーで先制され、後半にはペナルティーキックにより2失点目を献上。1勝1分1敗（勝ち点4）はグループリーグでの過去最高の成績ではあったものの、グループリーグ敗退に終わった。

## 本大会登録メンバー
- 「出場状況」欄の「○」はフル出場、「」は途中交代アウト、「」は途中交代イン、数字は試合開始からの経過時間（分）、「」は獲得得点をそれぞれ表す。
- 「年齢」「所属クラブ」は、開会式が行われた2007年9月10日時点。

| 背番号 | 選手名     | ポジション | 生年月日(年齢)         | 所属クラブ                         | 出場状況               | 出場状況               | 出場状況         | 備考 |
| 背番号 | 選手名     | ポジション | 生年月日(年齢)         | 所属クラブ                         | イングランド戦 9月11日 | アルゼンチン戦 9月14日 | ドイツ戦 9月17日 | 備考 |
| ------ | ---------- | ---------- | ---------------------- | ---------------------------------- | ---------------------- | ---------------------- | ---------------- | ---- |
| 1      | 福元美穂   | GK         | 1983年10月2日（23歳）  | 岡山湯郷Belle                      | ○                      | ○                      | ○                |      |
| 2      | 磯﨑浩美   | DF         | 1975年12月22日（31歳） | TASAKIペルーレFC                   | 86分                   | ○                      | ○                | 主将 |
| 3      | 近賀ゆかり | DF         | 1984年5月2日（23歳）   | 日テレ・ベレーザ                   | HT分                   | 79分                   | ○                |      |
| 4      | 矢野喬子   | DF         | 1984年6月3日（23歳）   | 浦和レッドダイヤモンズ・レディース |                        | 50分                   |                  |      |
| 5      | 柳田美幸   | MF         | 1981年4月11日（26歳）  | 浦和レッドダイヤモンズ・レディース | ○                      | ○                      | ○                |      |
| 6      | 原歩       | MF         | 1979年2月21日（28歳）  | INACレオネッサ                     | 71分                   |                        | ○                |      |
| 7      | 宮本ともみ | MF         | 1978年12月31日（28歳） | 伊賀フットボールクラブくノ一       | 71分                   | ○                      | 76分             |      |
| 8      | 酒井與惠   | MF         | 1978年5月27日（29歳）  | 日テレ・ベレーザ                   | ○                      | ○                      | ○                |      |
| 9      | 荒川恵理子 | FW         | 1979年10月30日（27歳） | 日テレ・ベレーザ                   | ○                      | 57分                   | 43分 63分        |      |
| 10     | 澤穂希     | MF         | 1978年9月6日（29歳）   | 日テレ・ベレーザ                   | ○                      | ○                      | ○                |      |
| 11     | 大谷未央   | FW         | 1979年5月5日（28歳）   | TASAKIペルーレFC                   |                        |                        |                  |      |
| 12     | 山郷のぞみ | GK         | 1975年1月16日（32歳）  | 浦和レッドダイヤモンズ・レディース |                        |                        |                  |      |
| 13     | 安藤梢     | FW         | 1982年7月9日（25歳）   | 浦和レッドダイヤモンズ・レディース | HT分                   | 79分                   |                  |      |
| 14     | 豊田奈夕葉 | DF         | 1986年9月15日（20歳）  | 日テレ・ベレーザ                   |                        |                        |                  |      |
| 15     | 岩清水梓   | DF         | 1986年10月14日（20歳） | 日テレ・ベレーザ                   | ○                      | ○                      | ○                |      |
| 16     | 宮間あや   | MF         | 1985年1月28日（22歳）  | 岡山湯郷Belle                      | ○                      | ○                      | HT分             |      |
| 17     | 永里優季   | FW         | 1987年7月15日（20歳）  | 日テレ・ベレーザ                   | 86分                   | ○                      | 76分             |      |
| 18     | 大野忍     | FW         | 1984年1月23日（23歳）  | 日テレ・ベレーザ                   | ○                      | 57分                   | 63分             |      |
| 19     | 阪口夢穂   | MF         | 1987年10月15日（19歳） | TASAKIペルーレFC                   |                        |                        |                  |      |
| 20     | 宇津木瑠美 | MF         | 1988年12月5日（18歳）  | 日テレ・ベレーザ                   | ○                      | 50分                   | ○                |      |
| 21     | 天野実咲   | GK         | 1985年4月22日（22歳）  | 早稲田大学                         |                        |                        |                  |      |

## スタッフ

### 監督
- 大橋浩司

### コーチ
- 佐々木則夫

## 試合結果

### グループリーグ
グループ A
| チーム       | 勝点 | 試合 | 勝利 | 引分 | 敗戦 | 得点 | 失点 | 点差 |
| ------------ | ---- | ---- | ---- | ---- | ---- | ---- | ---- | ---- |
| ドイツ       | 7    | 3    | 2    | 1    | 0    | 13   | 0    | +13  |
| イングランド | 5    | 3    | 1    | 2    | 0    | 8    | 3    | +5   |
| 日本         | 4    | 3    | 1    | 1    | 1    | 3    | 4    | -1   |
| アルゼンチン | 0    | 3    | 0    | 0    | 3    | 1    | 18   | -17  |

| 2007年9月11日 20:00 |

| 日本                  | 2 - 2          | イングランド        |
| 宮間あや 55分, 90+5分 | FIFA公式サイト | K.スミス 81分, 83分 |

| 上海, 上海虹口足球場 観客数: 27,146人 主審: カーリ・ザイツ |

| 2007年9月14日 17:00 |

| アルゼンチン | 0 - 1          | 日本            |
|              | FIFA公式サイト | 永里優季 90+1分 |

| 上海, 上海虹口足球場 観客数: 27,730人 主審: ダグマル・ダムコヴァー |

| 2007年9月18日 17日 20:00 |

| ドイツ                               | 2 - 0          | 日本 |
| プリンツ 21分 · リンゴル 87分 (pen.) | FIFA公式サイト |      |

| 杭州, 黄龍スポーツセンター 観客数: 39,817人 主審: アドリアーナ・コレア |